# Ronny Reich
Ronny Reich (hebrejsky רוני רייך, Roni Rajch) (* 31. března 1947) je izraelský archeolog a vědec, odborník na starověký Jeruzalém.

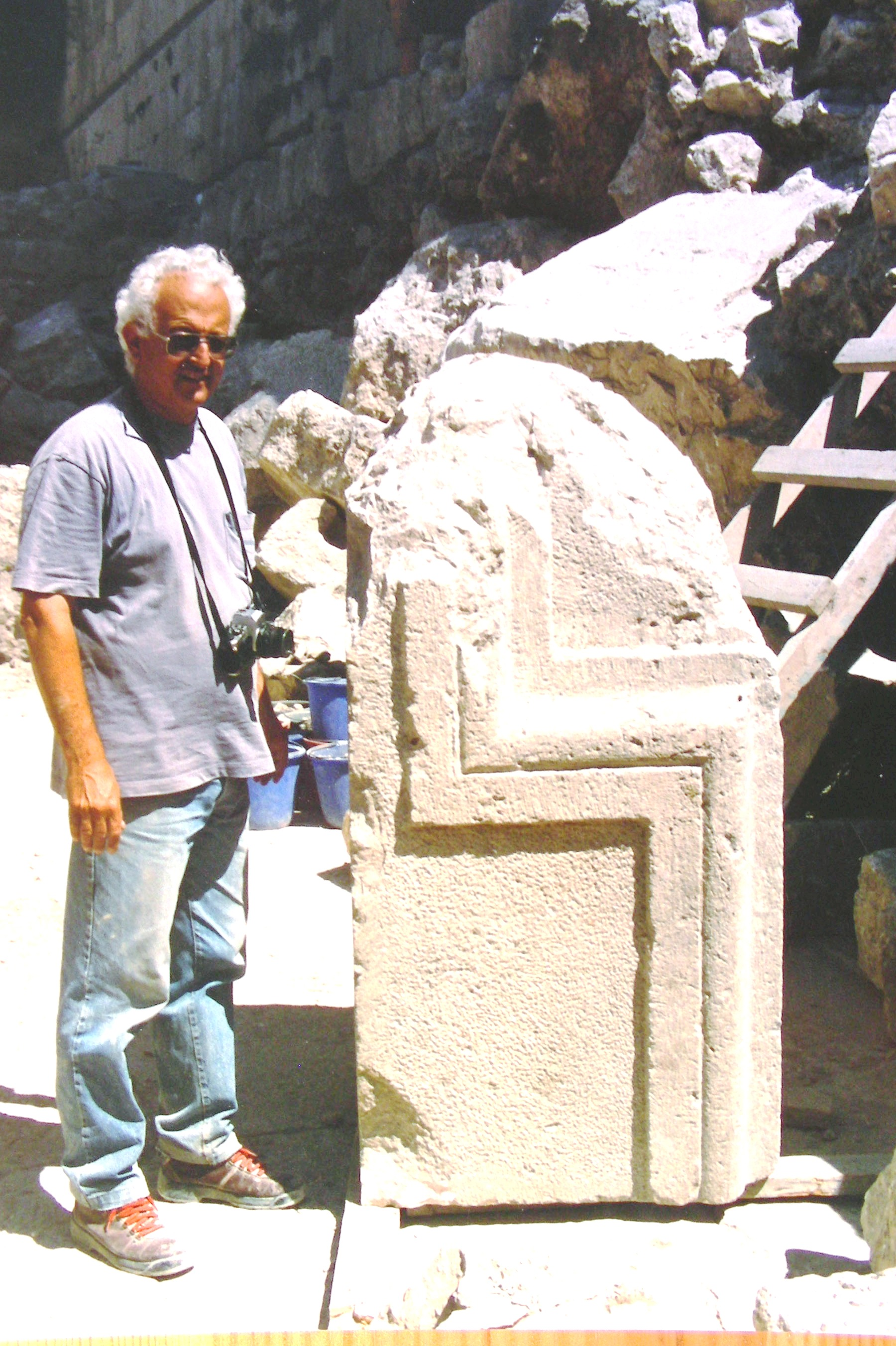
Ronny Reich

## Biografie
Narodil se roku 1947 ve městě Rechovot a vyrůstal v Cholonu. Jeho otec David padl v první arabsko-izraelské válce. Vystudoval archeologii a geografii na Hebrejské univerzitě v Jeruzalémě. Diplomovou práci napsal pod vedením Jigaela Jadina na téma Asyrská architektura v Palestině
.
Zúčastnil se vykopávek Židovské čtvrtě pod vedením Nachmana Avigada, což ho vedlo k přesunu profesního zaměření na ranou římskou dobu. Doktorát obhájil prací Mikve v zemi izraelské v době Druhého chrámu a době Mišny a Talmudu, založené na objevech těchto vykopávek.
Mezi lety 1978 a 1995 Reich pracoval na Izraelském oddělení památek a muzeí (dnes Izraelský památkový úřad) jako ředitel jeho vědeckých archivů.
V letech 1995 až 2010 spolu s Elim Šukronem řídil vykopávky v Davidově Městě, především u pramene Gichon. Spolu objevili Šiloašskou nádrž doby Druhého chrámu a drenážní tunel, vedoucí k Chrámové hoře.

## Překládání
Reichův koníček je překládání různých žánrů do hebrejštiny (např. Vitruviova spisu De architectura (1997), básní Christiana Morgensterna).

## Vyznamenání
- Čestný kříž Za vědu a umění I. třídy (2012, Rakousko)

### Z publikací
- REICH, Ronny. Excavating the City of David, Where Jerusalem's History Began. Jeruzalém : Israel Exploration Society, 2011. ISBN 978-965-221-082-1